# Contea di Cumberland (Tennessee)
La contea di Cumberland in inglese Cumberland County è una contea dello Stato del Tennessee, negli Stati Uniti. La popolazione al censimento del 2000 era di 46 802 abitanti. Il capoluogo di contea è Crossville.

## Contee confinanti
- Contea di Fentress (north)
- Contea di Morgan (nordest)
- Contea di Roane (est)
- Contea di Rhea (sud-est)
- Contea di Bledsoe (sud)
- Contea di Van Buren (sud-ovest)
- Contea di White (ovest)
- Contea di Putnam (nord-ovest)